# زیر دریا
زیر دریا (فرانسوی: Deux Cents Milles sous les mers ou le Cauchemar du pêcheur‎) فیلمی صامت و کوتاه در ژانر علمی،تخیلی به کارگردانی ژرژ ملی‌یس و محصول سینمای فرانسه است که در سال ۱۹۰۷ منتشر شد. از بازیگران آن می‌توان به ژرژ ملی‌یس اشاره کرد.